# Wilfred (navire)
Pour l’article homonyme, voir Wilfried.
Le Wilfred était un navire de commerce, un trois-mâts barque anglais en fer, propriété d'un armateur de Londres, qui fit naufrage le 23 janvier 1868 à l'île de Sieck dans le Nord Finistère.

## Naufrage
D'une longueur de 64 mètres, d'une largeur de 11 mètres, et de 7 mètres de tirant d'eau, il faisait route, fin 1867 et début 1868 vers Liverpool venant de Madras. Il était commandé par le capitaine Thomas White et avait 28 hommes d'équipage. Il jaugeait 1 300 tonneaux.
Dans la nuit du 22 au 23 janvier 1868, il fut pris par un violente tempête aux abords de l'île de Batz. Le navire perdit ses mâts, brisés nets par la tempête. Le capitaine chercha dans un premier temps à gagner le port de Roscoff. Il mouilla à l'entrée du chenal ouest de l'île de Batz. Le capitaine voulait télégraphier à l'armateur à Londres de lui envoyer un remorqueur.
Mais la chaîne cassa et après plusieurs avaries (dont la perte du gouvernail), le navire dériva vers l'île de Sieck et vint mouiller sur sa deuxième ancre près des roches de Calhic et du Vengam (au nord de l'île). Malheureusement, le navire avait beaucoup souffert et une voie d'eau s'était déclarée à la suite des secousses que recevait le bateau à basse mer en talonnant sur le fond.
Au matin du 23 janvier, alors que la navire commençait à s'enfoncer dans les flots, le commandant donna l'ordre de l'évacuer. L'équipage prit place dans des chaloupes et gagna la côte. Les hommes d'équipage étaient exténués de fatigue et de faim, les vivres commençaient à manquer et depuis quelques jours, ils ne vivaient que de biscuits. Deux marins périrent d'épuisement, l'un le 22 janvier et l'autre le 23 et furent inhumés à Santec. Deux autres le 23 et le  25 à Roscoff.
Le navire étant presque accessible à basse mer les jours suivants, une partie de la cargaison fut récupérée et mise en vente publique à Roscoff.
Le navire et sa cargaison étaient assurés par une compagnie anglaise.
Cargaison du navire :
- 13 500 sacs de riz ;
- 3 900 sacs de graines oléagineuses ;
- 2 199 sacs de coton ;
- 30 000 sacs de cornes de buffle ;
- 463 sacs de noix à teinture ;
- 21 balles de peaux de vaches et autres animaux ;
- 4 caisses d'épicerie ;
- 6 caisses de foulard de soie.